# Sicherheitsmerkmal

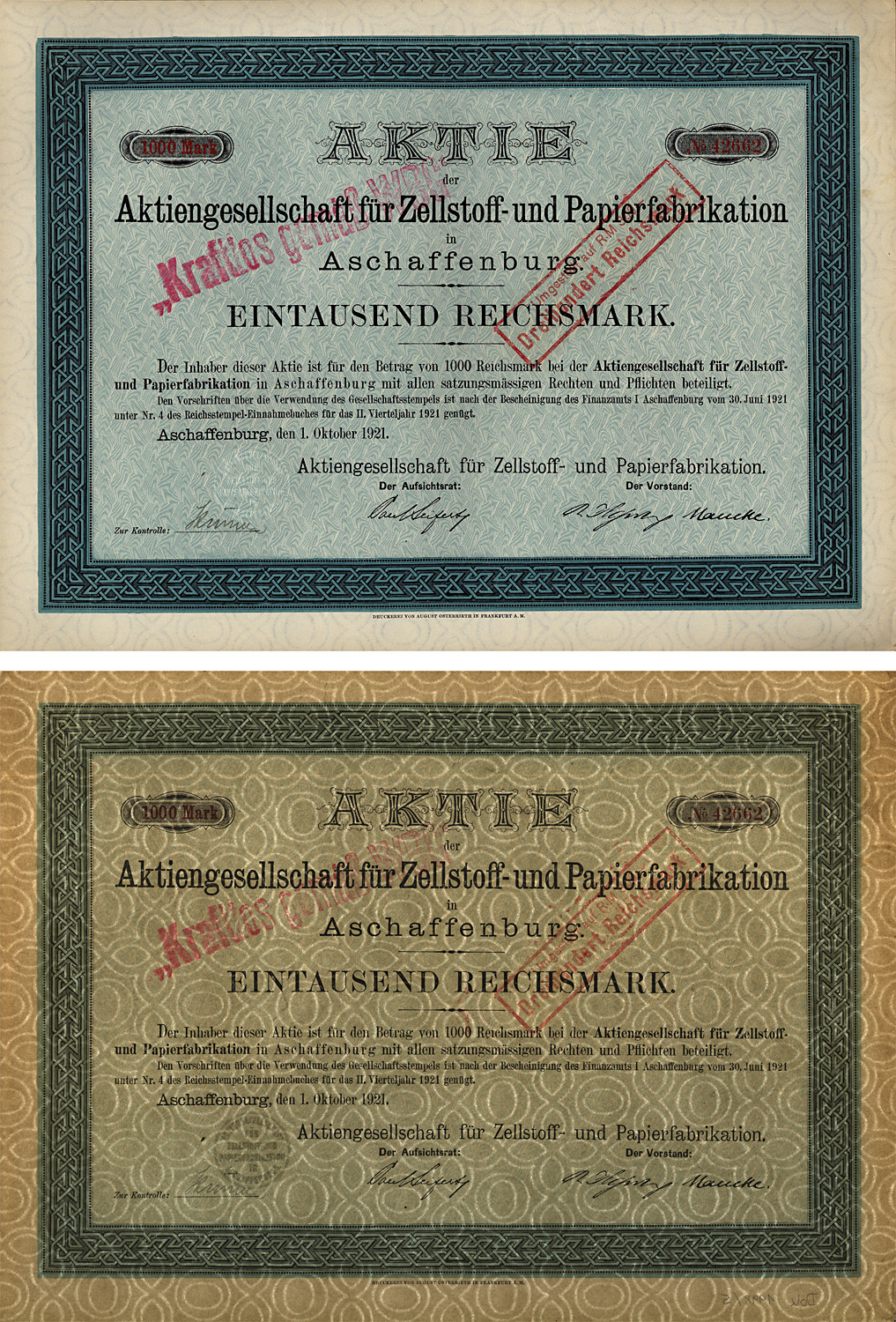
Aktiengesellschaft für Zellstoff- und Papierfabrikation in Aschaffenburg, Aktie 1921, Auflicht/Durchlicht

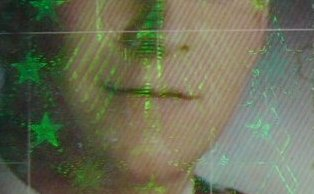
Das holografisch-kinematische Element Identigram ist ein Sicherheitsmerkmal im deutschen Personalausweis

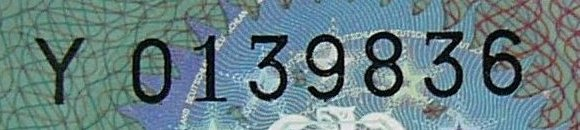
Nummerierung auf einem deutschen Dokument

Sicherheitsmerkmale sind charakteristische Eigenschaften, die die Authentizität (Echtheit) eines Gegenstandes beweisen und eine Fälschung unmöglich machen oder zumindest erheblich erschweren sollen. 
Banknoten und Dokumente weisen meist mehrere dieser Merkmale auf. Deutsche Personalausweise und Reisepässe enthalten seit dem 1. November 2001 das Identigram als holografisch-kinematisches Merkmal, Oberflächenprägungen in der Datenseite bzw. Karte, Sicherheitsdruck und Wasserzeichen.
Die Merkmale werden unter anderem mit chemischen und physikalischen Verfahren überprüft. Häufig reicht bereits ein UV-Prüfgerät aus. Trifft bei einer Überprüfung eines der Elemente nicht zu, liegt eine Fälschung (Manipulation oder Totalfälschung) vor.
Je bedeutsamer oder wertvoller ein Gegenstand ist, umso mehr Sicherheitsmerkmale weist dieser auf. Häufig werden Dokumente wie Ausweise oder Visa und Banknoten (Sicherheitsmerkmale von Banknoten) mit diesen Merkmalen ausgestattet.

## Beispiele
Die Merkmale können unter anderem aus folgenden Elementen bestehen:
- Wasserzeichen, UV-Wasserzeichen
- spezielle Papierqualität, beispielsweise mit integrierten Fasern,
- Sicherheitsfaden (metallisch bedampfter Kunststofffaden), oftmals mikrobedruckt und mitunter fluoreszierend,
- spezielle Drucktechniken wie Irisdruck und Stichtiefdruck,
- mehrfarbig verarbeitete Guillochen, beispielsweise in Form von filigranen Zeichnungen,
- Druckelemente mit Kippeffekt,
- Schriftelemente mit Mikroschrift,
- fluoreszierende oder phosphoreszierende Druckelemente, die nur unter bestimmten Lichtquellen (wie etwa UV-Licht) sichtbar sind,
- Verwendung von optisch variablen Farben (OVI = Optical Variable Inks),
- Farbverläufe (Gradienten), vor allem auf Banknoten und Ausweisen (z. B. deutscher bundeseinheitlicher Presseausweis),
- Nummerierung jedes einzelnen Stückes zur individuellen Identifikation und der Nachverfolgbarkeit,
- Einsatz von optisch variablen Merkmalen (DOVID = Diffractiv Optically Variable Image Devices) in Form von Hologrammen oder Kinegrammen.